# Alice in Videoland
Alice in Videoland — шведський електроклеш гурт. 

## Біографія
Гурт утворився в 2002 році.
 
 
Свій стиль Alice in Videoland описує так: 
|  | Коли EBM зустрічається з панк-роком і все це доповнюється звуками Commodore 64 виходить те що ви чуєте. |

 Андерс Александер приєднався до гурту в лютому 2003 року. Йоган Дальбом в листопаді того ж року. Разом вони випустили альбом Maiden Voyage .

## Дискографія

### Студійні альбоми
- Maiden Voyage (2003)
- Outrageous! (2005)
- Maiden Voyage Plus (2007)
- She's A Machine! (2008)[2]
- A Million Thoughts and They're All About You (2010)

### Сингли
- Video Girl
- We Are Rebels